# Nina Violetta Paul
Nina Violetta Paul (* in Wien) ist eine österreichische Pianistin und Lehrbeauftragte am Institut für Gesang und Musiktheater der Universität für Musik und darstellende Kunst Wien.

## Leben

### Ausbildung
Nina Violetta Paul stammt aus einer ungarischen Familie und erhielt ihre musikalische Ausbildung in der Vorbereitungsklasse für Klavier an der Universität für Musik und darstellende Kunst Wien bei Viktoria Shvihlikova und Elisabeth Dvorak-Weisshaar. Sie war Stipendiatin der Baylor Foundation, University Texas, studierte Konzertfach Klavier bei Krassimira Jordan in den Vereinigten Staaten und konnte dort die ersten beruflichen Erfahrungen als Begleiterin und Korrepetitorin sammeln.
Anschließend kehrte sie nach Wien zurück und widmete sich fortbildender Studien in Lied – und Instrumentalbegleitung am Konservatorium der Stadt Wien bei David Lutz und Johannes Kropfitsch, welche sie jeweils mit Auszeichnung abschließen konnte. Nachdem sie das Studium für Instrumental- und Gesangspädagogik an der  Universität für Musik und Darstellende Kunst Wien bei Jochen Köhler abgeschlossen hatte, spezialisierte sie sich beruflich auf Vokal und Instrumentalbegleitung.

### Künstlerische Tätigkeit
Paul ist Korrepetitorin bei Meisterkursen, Wettbewerben und Opernproduktionen und war 2011 und 2012 unter Uwe Theimer musikalische Assistentin beim Niederösterreichischen Operettensommer in Langenlois. Sie absolvierte Auftritte unter anderem im Wiener Musikverein, im Wiener Konzerthaus und im RadioKulturhaus in Wien von Ö1 und unternahm Tourneen durch Belgien, Frankreich, Großbritannien, Japan, Luxemburg, Ungarn, die Schweiz, Syrien und die Vereinigten Staaten.
In Österreich hat sie mit Solisten der Wiener Staatsoper wie Günther Groissböck, Simina Ivan oder Clemens Unterreiner und Solisten der Volksoper Wien wie Anita Götz, Michael Havlicek oder Rebecca Nelsen musikalisch zusammengearbeitet.
2006 begleitete sie den Preisträger Daniel Johannsen beim Internationalen Hilde-Zadek-Gesangswettbewerb.
Seit 2014 hat Nina Violetta Paul einen Lehrauftrag für Korrepetition am Institut für Gesang und Musiktheater der Universität für Musik und darstellende Kunst Wien.